# رؤیاپردازان (فیلم ۲۰۰۳)
رؤیاپردازان (به انگلیسی: The Dreamers) فیلمی دراماتیک محصول سال ۲۰۰۳ بریتانیا/فرانسه به کارگردانی برناردو برتولوچی است.
موضوع این فیلم، بازسازی پاریس ۱۹۶۸ و دربارهٔ بیداری سیاسی، بحران بلوغ و آزادی جنسی در بستر رویدادهای مه ۱۹۶۸ پاریس است. برتولوچی این فیلم را بر اساس رمان معصومان مقدس (Holy Innocents) نوشته گیلبرت ادر (Gilbert Adair) نویسنده اسکاتلندی ساخته‌است.
موسیقی این فیلم ترکیبی از آهنگ‌های دهه ۶۰ و موسیقی برخی از فیلم‌های موج نویی گدار مثل پیرو خله و دسته جداافتاده‌ها است. تمام آهنگ‌هایی که در فیلم شنیده می‌شود، آهنگ‌های قدیمی مربوط به دهه ۶۰ از خوانندگان آمریکایی و فرانسوی مثل باب دیلن، جیمی هندریکس، جیم موریسون، جنیس جاپلین و ادیت پیاف است.

## داستان
در پاریس در سال ۱۹۶۸، ایزابل و برادر دوقلویش تئو به طور منظم در سینماتک فرانسه شرکت می‌کردند ، مانند متیو، یک دانشجوی آمریکایی. در مقابل سینماتک که در جریان تظاهرات اعتراضی پس از برکناری هانری لانگلو، مدیر آن، بسته شده بود ، سه جوان با هم ملاقات کردند و بلافاصله با هم همدردی کردند. متیو که در یک اتاق کوچک در خیابان Malebranche اقامت دارد، توسط ایزابل و تئو دعوت می شود تا در خانه خود با والدین خود شام بخورند.
ایزابل و تئو که در تعطیلات والدینشان در پاریس تنها می مانند، از متیو دعوت می کنند تا پیش آنها بماند. متیو به سرعت رابطه تلفیقی بین ایزابل و تئو را کشف می کند که با محارم هم مرز است. در آپارتمان که آنها را به حال خود رها می کنند، دوقلوها او را وارد یک بازی خطرناک با پس زمینه سینما می کنند:ایزابل و متیو موفق به یافتن فیلمی نمی شوند که توسط تئو آن را گفته بود. پس از آن، رابطه عاشقانه بین متیو و ایزابل، تئو را پریشان می کند و تنش در آپارتمان در حالی که خارج از اعتصاب عمومی پایتخت را فلج می کند، ایجاد می شود.
پدر و مادر ایزابل و تئو به طور غیرمنتظره ای به آپارتمان باز می گردند، متوجه می شوند که سه جوان برهنه کنار هم دراز کشیده اند. آنها با احتیاط خانه را ترک می کنند. ایزابل متوجه صحنه ای که پدر و مادرش دیده اند می شود و در حالی که دو پسر در خواب خواب هستند سعی می کند با روشن کردن گاز به زندگی هر سه آنها پایان دهد.

## تولید
دانشگاه پاریس-دکارت به عنوان محیط دانشگاهی دو خواهر و برادر ایزابل و تئو، استفاده شد.

## قالب
- جیک جیلنهال قرار بود نقش متیو را ایفا کند، با این حال به خاطر صحنه‌های جنسی فیلم از پذیرفتن این نقش امتناع ورزید.
- این نقش نیز برای لئوناردو دی‌کاپریو پیشنهاد شده بود اما او در فیلم‌برداری هوانورد ظاهر شد.